# 西伯利亚乌头
西伯利亚乌头（学名：Aconitum barbatum var. hispidum）为毛茛科乌头属下的一个变种。

## 扩展阅读
- 維基物種上的相關：西伯利亚乌头